# Victor Hayward

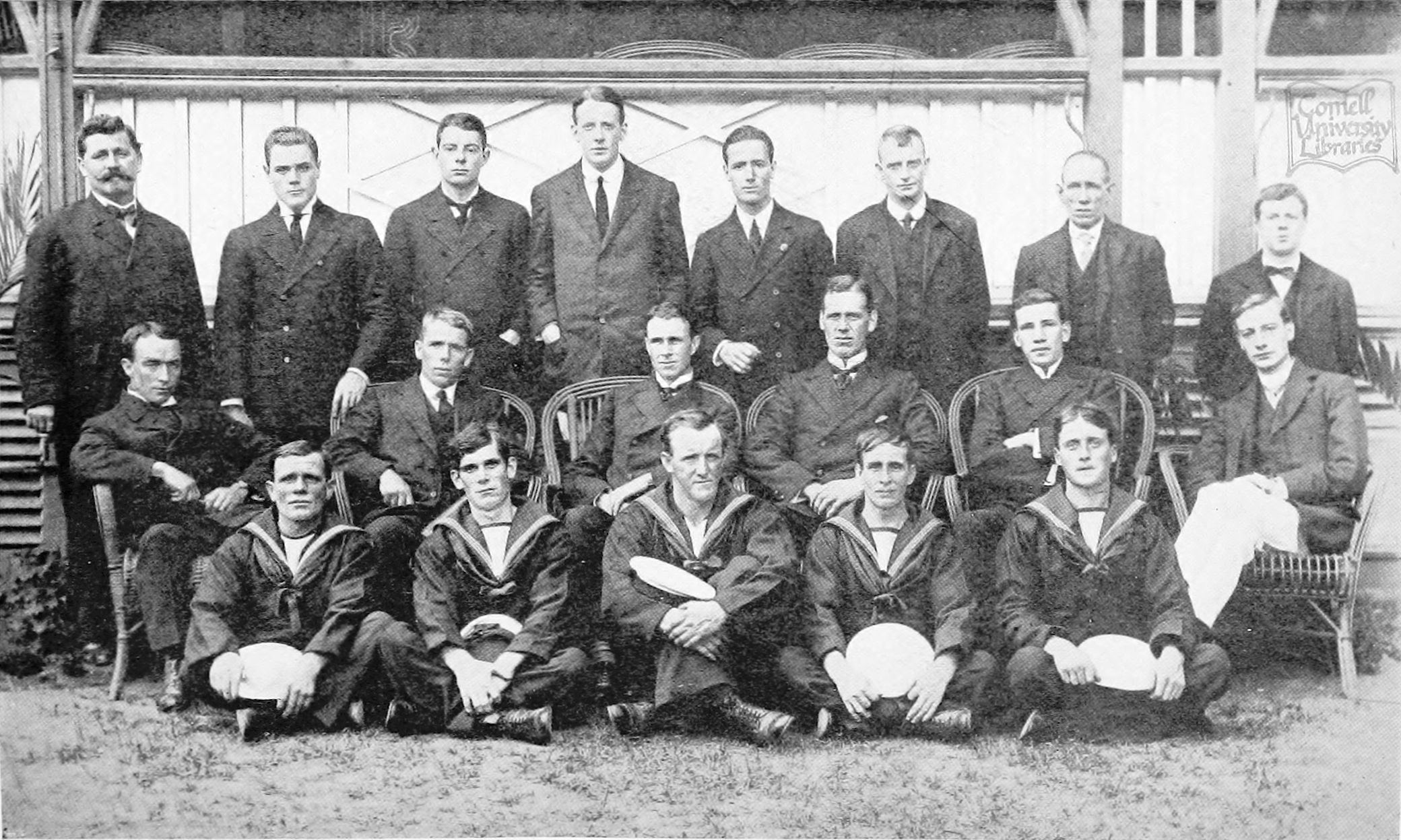
Victor Hayward (hintere Reihe, Zweiter von links) und weitere Angehörige der Ross Sea Party (Sydney, November 1914)

Victor George Hayward (* 23. Oktober 1887 in Willesden, Middlesex; † vermutlich 8. Mai 1916 im McMurdo-Sund, Antarktis) war ein britischer Gelegenheitsarbeiter, der zur Ross Sea Party bei der Endurance-Expedition (1914–1917) des britischen Polarforschers Ernest Shackleton gehörte.

## Leben
Hayward war eines von 15 Kindern des Eisenbahnangestellten Francis Checkley Hayward (1847–1933) und dessen Lebensgefährtin Mary Jane Fairchild (1852–1934). Seine Eltern heirateten erst 1908, nachdem er und seine Geschwister bereits geboren waren. Nach seiner Schulzeit in Essex war Hayward zunächst als Buchhalter in London tätig. Sein Beruf langweilte ihn jedoch und er wanderte nach Kanada aus. Dort war er mit der Ausbildung von Hirtenhunden auf einer Rinderfarm betraut. 
Nach einiger Zeit in Kanada kehrte Hayward nach London zurück, wo er von der bevorstehenden zweiten eigenen Antarktisexpedition des Polarforschers Ernest Shackleton erfuhr. Er bewarb sich erfolgreich um eine Teilnahme und wurde als Lagerverwalter und Hundepfleger für den unter der Leitung von Aeneas Mackintosh stehenden Expeditionsteil rekrutiert. Hayward war am Versorgungsmarsch über das Ross-Schelfeis für die letztlich überflüssige Anlage von Depots bis zum Fuß des Beardmore-Gletschers beteiligt, die es Ernest Shackletons Mannschaft ermöglichen sollten, vom Weddellmeer kommend den antarktischen Kontinent über den geographischen Südpol hinweg zu durchqueren. Nach der Rückkehr zur Zwischenstation am Hut Point auf der Ross-Insel brach er am 8. Mai 1916 ungeduldig und überhastet gemeinsam mit Mackintosh auf, um das Basislager am Kap Evans zu erreichen. Beide gerieten am selben Tag in einen Schneesturm und sind seither verschollen. Entweder brachen sie durch eine zu dünne Eisdecke oder wurden auf einer Eisscholle auf das offene Meer abgetrieben. Hayward wurden posthum die Albert Medal und die silberne Ausfertigung der Polar Medal verliehen. Haywards Bruder Stan (1891–1916) starb 36 Tage nach ihm als Soldat eines kanadischen Infanterieregiments im Ersten Weltkrieg bei Ypern.
Mount Hayward, ein Berg auf White Island im antarktischen Ross-Archipel, ist nach ihm benannt.